# 藍寶石華麗雨林
藍寶石華麗雨林（學名Poecilotheria metallica），又名鈷藍華麗雨林，是捕鳥蛛科的一種蜘蛛。牠們的身體呈現金屬藍色，腹部有錯綜複雜的碎形斑紋。牠們是樹棲的，僅分佈在印度中南部安德拉邦的森林內。最初是在印度南部一個小鎮發現。

## 行為
藍寶石華麗雨林與大部份樹棲蜘蛛的行為相似。它們會住在樹穴中，並會在樹穴內織蜘蛛網。它們主要捕獵飛行昆蟲。他們能接受同品種群居，但是依然有風險會自相殘殺。它們行動迅速，若被逼時，它們多會逃避，最後才會攻擊對方。

## 保育狀況
藍寶石華麗雨林被國際自然保護聯盟列為極危。

## 咬傷
雖然從未有人類因被捕鳥蛛科咬後死亡的事故，但藍寶石華麗雨林也可以造成嚴重的咬傷。它們的毒素可以造成劇痛
但不排除有一定的神经毒素，伤后状况多见抽搐。

## 外部連結
- Bite Report from P. metallica